# Gyula-szabadkígyósi gyepek
Gyula-szabadkígyósi gyepek este o arie protejată (arie specială de conservare — SAC, sit de importanță comunitară — SCI) din Ungaria întinsă pe o suprafață de 10.633,92 ha, integral pe uscat.

## Localizare
Centrul sitului Gyula-szabadkígyósi gyepek este situat la coordonatele 46°34′21″N 21°07′03″E / 46.5725°N 21.1175°E.

## Înființare
Situl Gyula-szabadkígyósi gyepek a fost declarat sit de importanță comunitară în mai 2004 pentru a proteja 1 specie de plante și 16 specii de animale. Situl a fost protejat și ca arie specială de conservare în februarie 2010.

## Biodiversitate
Situată în ecoregiunea panonică, aria protejată conține 2 habitate naturale: Stepe și mlaștini sărate panonice, Pajiști stepice panonice pe loess.
La baza desemnării sitului se află mai multe specii protejate:
- plante (1): Cirsium brachycephalum
- amfibieni (2): buhai de baltă cu burta roșie (Bombina bombina), triton cu creastă dobrogean (Triturus dobrogicus)
- mamifere (5): vidră de râu (Lutra lutra), dihor de stepă (Mustela eversmanii), liliac cărămiziu (Myotis emarginatus), liliacul mare cu potcoavă (Rhinolophus ferrumequinum), popândău (Spermophilus citellus)
- nevertebrate (7): croitorul mare al stejarului (Cerambyx cerdo), Gortyna borelii lunata, Hygromia kovacsi, Isophya costata, rădașcă (Lucanus cervus), fluturele purpuriu (Lycaena dispar), Pilemia tigrina
- pești (1): țipar (Misgurnus fossilis)
- reptile (1): țestoasa de baltă (Emys orbicularis)

Pe lângă speciile protejate, pe teritoriul sitului au mai fost identificate 5 specii de plante, 3 specii de amfibieni, 1 specie de mamifere, 1 specie de nevertebrate, 1 specie de reptile.